# Бухта Солнечная (полярная станция)
Полярная станция «Бухта Солнечная» — ныне закрытая гидрометеорологическая полярная станция на юге острова Большевик, архипелага Северная Земля. Станция расположена на берегу бухты Солнечной на мысе Анцева. Станция также именовалась просто Солнечная.

## История
В 1945 году на берегу бухты Солнечной была создана база гидрографической экспедиции, для нужд которой были построены жилой дом и несколько технических строений. После окончания экспедиции в 1947 году база была заброшена. В 1949 —1950 годах ряд судов были вынуждены перезимовать в бухте Солнечной. Эти суда снабжались необходимым при помощи авиации и для обеспечения работы аэродрома была создана метеостанция с штатом из трех человек, которая размещалась на базе бывшей гидрографической экспедиции. В 1951 году станцию переоборудовали в постоянную. Поскольку собранные метеорологические данные не были достаточно точными, летом 1952 года было решено перенести станцию на близлежащий мыс Анцева, на восточной оконечности бухты Солнечной. Летом 1953 года строительство новой станции было завершено. Осенью 1958 года из-за логистических проблем (судно снабжения не смогло дойти до станции из-за ледовой обстановки) станция была закрыта на один год. С 1959 года рядом с полярной станцией размещался гарнизон ПВО с казармами и офицерскими общежитиями. Гарнизон действовал до 1993 года. На станции Бухта Солнечная также располагалась отдельная база поддержки геологоразведочных экспедиций с собственными общежитиями и складскими помещениями. Полярная станция была закрыта в феврале 1992 года.